# Nemestrinus escalerai
Nemestrinus escalerai är en tvåvingeart som beskrevs av Arias 1913. Nemestrinus escalerai ingår i släktet Nemestrinus och familjen Nemestrinidae.
Artens utbredningsområde är Marocko. Inga underarter finns listade i Catalogue of Life.